# 루호비치

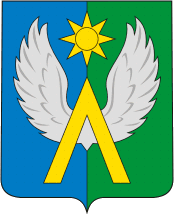
시 문장

루호비치(러시아어: Лухови́цы)는 러시아 모스크바주 남동부에 위치한 도시로, 인구는 32,403명(2002년 기준)이다. 오카강과 접하며 모스크바(러시아의 수도이며 모스크바주의 주도이기도 함)에서 남동쪽으로 135 km 정도 떨어진 곳에 위치한다. 1594년 글루호비치(Глуховичи)라는 이름으로 처음 등장했고 1920년대 중반 루호비치(Луховичи)라는 이름으로 변경되었다. 1957년 시로 승격되었다.